# Corydalis clavibracteata
Corydalis clavibracteata är en vallmoväxtart som beskrevs av Frank Ludlow och Stearn. Corydalis clavibracteata ingår i släktet nunneörter, och familjen vallmoväxter. Inga underarter finns listade i Catalogue of Life.